# Dorian's
Dorian's fue una cadena de tiendas departamentales basada en Tijuana, Baja California, México, conocida por su venta en ropa familiar, perfumes, accesorios para el hogar, entre otras; así mismo, por sus precios no muy bajos. Dorian's se estableció en al centro de Tijuana en 1959. Grupo Carso adquirió Dorian's Tijuana, S.A. de C.V. en 2004 y lo operaba como subsidiario de Inmuebles Borgru, S.A. de C.V. que operó como subsidiario de Inmuebles Carso, S.A.B. de C.V. Una de las más famosas y centro de referencia fue la sucursal ubicada en la Calle Primera, en el centro de la ciudad; siendo esta un "icono" para los tijuanenses.  

## Historia
El miércoles 9 de noviembre de 1977, la sucursal ubicada en la esquina de la calle Niños Héroes y Calle Tercera de la Zona Centro sufrió un siniestro; dentro de las instalaciones del comercio Contempo Telas se originó un incendio, este avanzó hasta llegar a la tienda Dorian's en la otra esquina, en la Calle Segunda. El fuego avanzó en dirección oeste, llegando a la calle Miguel F. Martínez. Los primeros peritajes arrojaron que el fuego se dio gracias a un cigarro y botella de tíner en la tienda de telas; en total fueron 13 tiendas dañadas.
Las llamas superaron a los bomberos de Tijuana, por ello, en su auxilio acudieron unidades de Rosarito, Tecate y del vecino estado California, Estados Unidos, así mismo como elementos del Ejército Mexicano. Se estima que la lucha contra el siniestro tuvo una duración de 6 horas; los locales fueron perdida total. La noticia de la pérdida económica de más de 500 millones de pesos fue noticia nacional e internacional, así mismo el incendio fue tan icónico como la tienda.  Dorian's fue el primer negocio en regresar, abriendo sus puertas 17 días después del suceso; su estructura fue en carpas en el estacionamiento. Su local original tardo semanas para su reconstrucción, en 1978 se inauguró la nueva estructura.  
A partir de abril de 2009, las 14 tiendas departamentales Dorian’s pasaron a la operación de Sears México y a operar bajo el nombre Sears. En mayo de 2009 cerró la tienda de Dorian's en el centro de Tijuana.

## Sucursales
En 2009, Dorian's tenía sucursales en:
- Tijuana:
  - Centro de Tijuana (Calles Segunda esq. Niños Héroes)
  - Plaza Río Tijuana, Zona Río
  - Centro Comercial Carrousel, La Mesa
  - Centro Comercial Mesa de Otay, Otay Centenario
- León , Guanajuato - Plaza Mayor
- Cancún - Plaza Las Américas
- Chihuahua, Chihuahua - Plaza del Sol
- Ensenada - Centro
- La Paz, Baja California Sur - Centro
- La Paz, Baja California Sur - Forjadores
- Mérida - Plaza las Américas
- Mexicali - Centro Comercial Cachanilla
- Monterrey (área) - San Pedro Garza García
- San Luis Río Colorado, Sonora
- Antiguo Cuscatlán, El Salvador, única tienda en el extranjero.
- Ciudad Juárez, Chihuahua- Plaza las Misiones